# Pyrochroa coccinea
Pyrochroa coccinea Linnaeus, 1761, nota come cardinal beetle in inglese, è un coleottero europeo lungo dai 14 ai 20 mm. Le sue elitre esibiscono un'intensa colorazione rosso vivo o arancio scuro mentre il ventre è di colore nero. 
Pyrochroa coccinea è una forte volatrice, predatrice di altri insetti e la si trova normalmente sui fiori al limitare delle foreste aperte. Il suo colore intenso segnala ai potenziali predatori la sua tossicità.
Non va confusa con la più piccola criocera del giglio (Lilioceris lilii).